# Información cuántica con variables continuas
La información cuántica con variables continuas (CV por sus siglas en inglés) es el área de la ciencia de la información cuántica que hace uso de observables físicos, como la intensidad de un campo electromagnético, cuyos valores numéricos pertenecen a intervalos continuos. Una aplicación primaria es la computación cuántica. En cierto sentido, la computación cuántica de variable continua es "analógica", mientras que la que utiliza qubits (cúbits) es "digital". En términos más técnicos, la primera utiliza espacios de Hilbert de dimensión infinita, mientras que los espacios de Hilbert de los sistemas que comprenden colecciones de qubits son de dimensión finita. Una de las motivaciones para estudiar la computación cuántica continua-variable es comprender qué recursos son necesarios para que las computadoras cuánticas sean más potentes que las clásicas.

## Implementación
Una forma de aplicar protocolos de información cuántica de variable continua en el laboratorio es mediante las técnicas de la óptica cuántica. Al modelar cada modo del campo electromagnético como un oscilador armónico cuántico con sus operadores de creación y aniquilación asociados, se define un par de variables canónicamente conjugadas para cada modo, las llamadas "cuadraturas", que desempeñan el papel de observables de posición y momento. Estos observables establecen un espacio de fases en el que pueden definirse las distribuciones de cuasiprobabilidad de Wigner. Las medidas cuánticas en un sistema de este tipo pueden realizarse utilizando detectores homodinos y heterodinos.
El teletransporte cuántico de información cuántica continua-variable se logró por métodos ópticos en 1998. (Science consideró este experimento uno de los "10 mejores" avances del año). En 2013, se utilizaron técnicas de óptica cuántica para crear un "estado de clúster", un tipo de preparación esencial para la computación cuántica unidireccional (basada en mediciones), que implicaba más de 10.000 modos temporales entrelazados, disponibles de dos en dos. En otra implementación, se entrelazaron simultáneamente 60 modos en el dominio de la frecuencia, en el peine de frecuencias óptico de un oscilador paramétrico óptico.
Otra propuesta consiste en modificar la computadora cuántica de la trampa de iones: en lugar de almacenar un único qubit en los niveles de energía internos de un ion, en principio se podrían utilizar la posición y el momento del ion como variables cuánticas continuas.

## Aplicaciones
Los sistemas cuánticos de variación continua pueden utilizarse para la criptografía cuántica y, en particular, para la distribución de claves cuántica. La computación cuántica es otra posible aplicación, y se han estudiado diversos enfoques. El primer método, propuesto por Seth Lloyd y Samuel L. Braunstein en 1999, seguía la tradición del modelo de circuito: las puertas lógicas cuánticas se crean mediante hamiltonianos que, en este caso, son funciones cuadráticas de las cuadraturas de los osciladores armónicos. Más tarde, la computación cuántica basada en mediciones se adaptó al entorno de los espacios de Hilbert de dimensión infinita. Sin embargo, un tercer modelo de computación cuántica de variable continua codifica sistemas de dimensión finita (colecciones de qubits) en otros de dimensión infinita. Este modelo se debe a Daniel Gottesman, Alexei Kitaev y John Preskill.

## Emulación clásica
En todas las aproximaciones a la computación cuántica, es importante saber si una tarea considerada puede ser llevada a cabo eficientemente por un ordenador clásico. Un algoritmo podría describirse en el lenguaje de la mecánica cuántica pero, tras un análisis más detallado, podría implementarse utilizando únicamente recursos clásicos. Un algoritmo de este tipo no estaría aprovechando al máximo las posibilidades adicionales que ofrece la física cuántica. En la teoría de la computación cuántica que utiliza espacios de Hilbert de dimensión finita, el teorema de Gottesman-Knill demuestra que existe un conjunto de procesos cuánticos que pueden emularse eficazmente en una computadora clásica. Generalizando este teorema al caso continuo-variable, puede demostrarse que, del mismo modo, una clase de cálculos cuánticos continuos-variables puede simularse utilizando únicamente cálculos analógicos clásicos. Esta clase incluye, de hecho, algunas tareas computacionales que utilizan entrelazamiento cuántico. Cuando las representaciones de cuasiprobabilidad de Wigner de todas las cantidades -estados, evoluciones temporales y medidas- implicadas en un cálculo son no negativas, entonces pueden interpretarse como distribuciones de probabilidad ordinarias, indicando que el cálculo puede modelarse como uno esencialmente clásico. Este tipo de construcción puede considerarse como una generalización continua del modelo de juguete de Spekkens.

## Cálculo de funciones continuas con sistemas cuánticos discretos
En ocasiones, y de forma algo confusa, el término "computación cuántica continua" se utiliza para referirse a un área diferente de la computación cuántica: el estudio de cómo utilizar sistemas cuánticos que tienen espacios de Hilbert de dimensión finita para calcular o aproximar las respuestas a cuestiones matemáticas que implican funciones continuas. Una de las principales motivaciones para investigar la computación cuántica de funciones continuas es que muchos problemas científicos tienen formulaciones matemáticas en términos de cantidades continuas. Una segunda motivación es explorar y comprender las formas en que los ordenadores cuánticos pueden ser más capaces o potentes que los clásicos. La complejidad computacional de un problema puede cuantificarse en términos de los recursos computacionales mínimos necesarios para resolverlo. En informática cuántica, los recursos incluyen el número de qubits de que dispone una computadora y el número de consultas que se le pueden hacer. La complejidad clásica de muchos problemas continuos es conocida. Por tanto, cuando se obtiene la complejidad cuántica de estos problemas, se puede responder a la pregunta de si los ordenadores cuánticos son más potentes que los clásicos. Además, se puede cuantificar el grado de mejora. En cambio, la complejidad de los problemas discretos suele ser desconocida. Por ejemplo, se desconoce la complejidad clásica de la factorización de números enteros.
Un ejemplo de problema científico que se expresa de forma natural en términos continuos es la integración de trayectorias. La técnica general de integración de trayectorias tiene numerosas aplicaciones, como la mecánica cuántica, la química cuántica, la mecánica estadística y las finanzas computacionales. Dado que la aleatoriedad está presente en toda la teoría cuántica, se suele exigir que un procedimiento computacional cuántico dé la respuesta correcta, no con certeza, sino con alta probabilidad. Por ejemplo, se puede buscar un procedimiento que calcule la respuesta correcta con una probabilidad de al menos 3/4. También se especifica un grado de incertidumbre. También se especifica un grado de incertidumbre, normalmente fijando el error máximo aceptable. Así, el objetivo de un cálculo cuántico podría ser calcular el resultado numérico de un problema de integración de trayectorias con un error máximo de ε con una probabilidad de 3/4 o más. En este contexto, se sabe que los algoritmos cuánticos pueden superar a sus homólogos clásicos, y la complejidad computacional de la integración de trayectorias, medida por el número de veces que uno esperaría tener que consultar a un ordenador cuántico para obtener una buena respuesta, crece como el inverso de ε.
Otros problemas continuos para los que se han estudiado algoritmos cuánticos son la búsqueda de valores propios de matrices, la estimación de fases, el problema de valores propios de Sturm-Liouville, la resolución de ecuaciones diferenciales con la fórmula de Feynman-Kac, los problemas de valor inicial, la aproximación de funciones, la integración en alta dimensión y la criptografía cuántica.